# Bulbophyllum maudeae
Bulbophyllum maudeae är en orkidéart som beskrevs av Alex Drum Hawkes. Bulbophyllum maudeae ingår i släktet Bulbophyllum och familjen orkidéer. Inga underarter finns listade i Catalogue of Life.